# Parc Nacional de les Canyonlands
El Parc Nacional de les Canyonlands (o "Terres de Canyons") (Canyonlands National Park), és a prop de Moab a l'estat de Utah. Es va proclamar parc nacional el 1964. Ofereix els visitants una sèrie de paisatges colorits i formats per l'erosió del Riu Colorado i del Riu Green en un ambient semi-desèrtic. El parc és en realitat dividit en tres parts ben diferenciades i delimitades pels dos rius (que convergeixen al centre del parc). Les tres parts són Island in the Sky (Illa al Cel), Needles (Agulles) i The Maze (El Laberint). Cada part té les seves pròpies peculiaritats. El parc ofereix els vistitants també molts camins de bicicleta de muntanya i de quadricicle, i oportunitats de practicar el ràfting per aigües braves.

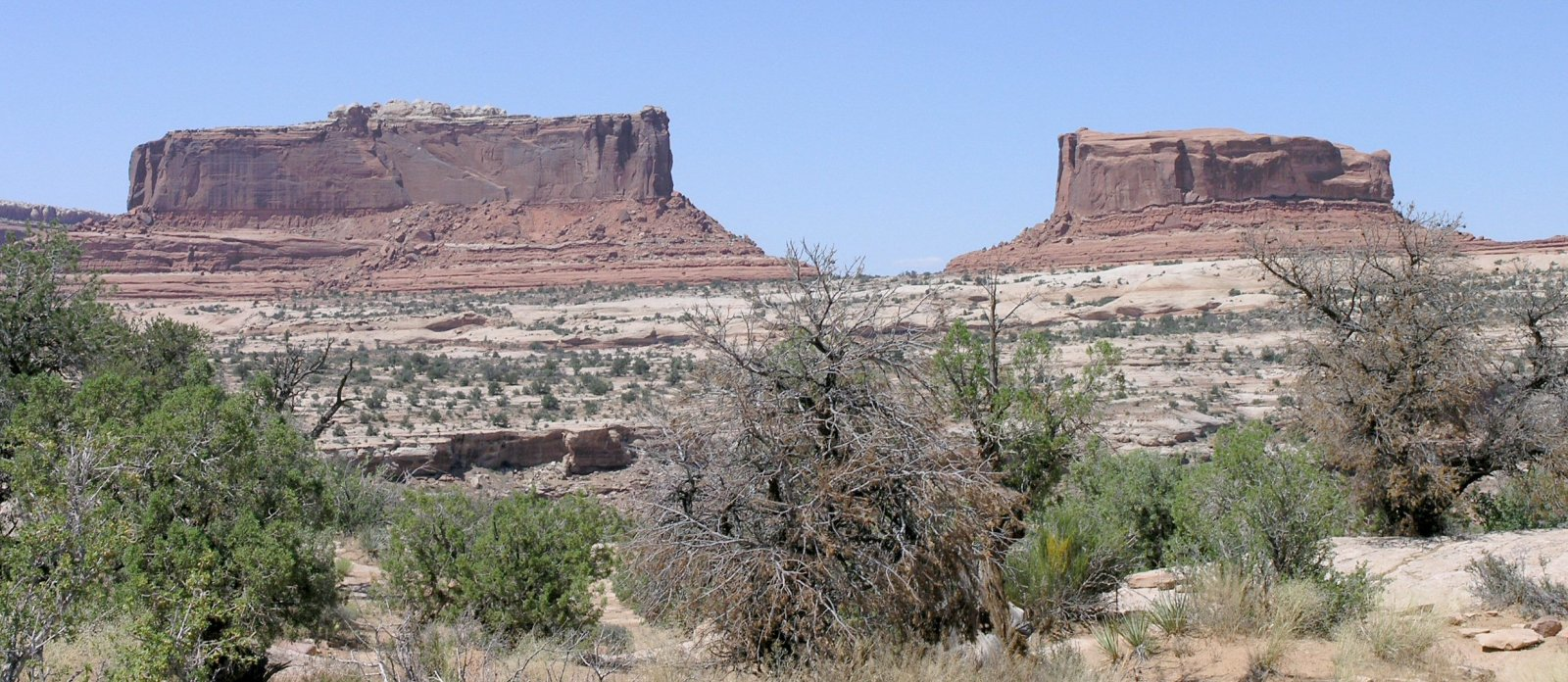
Les Buttes Monitor i Merrimac a prop de les Canyonlands
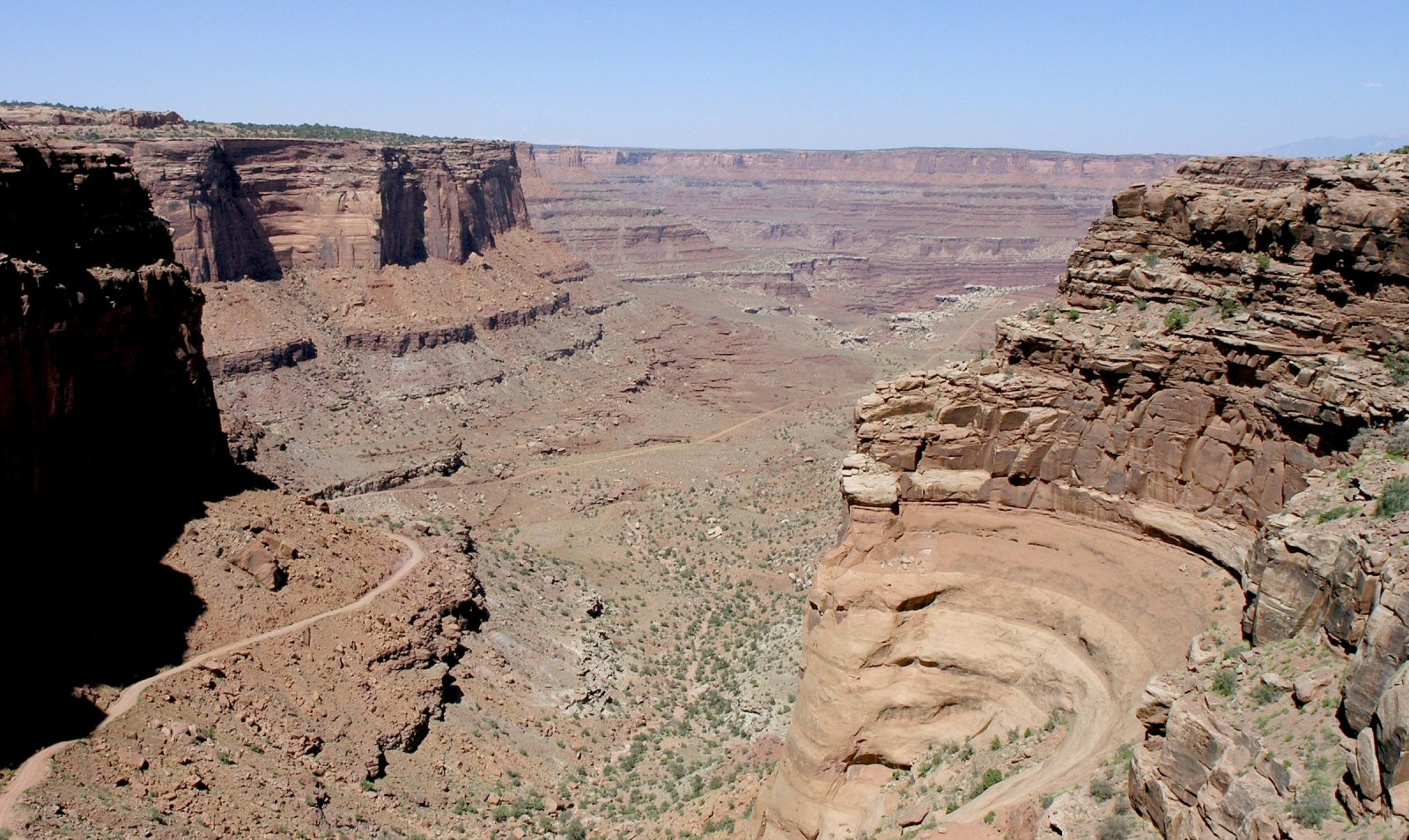
Una vista des del Shafer Trail Road a les Canyonlands
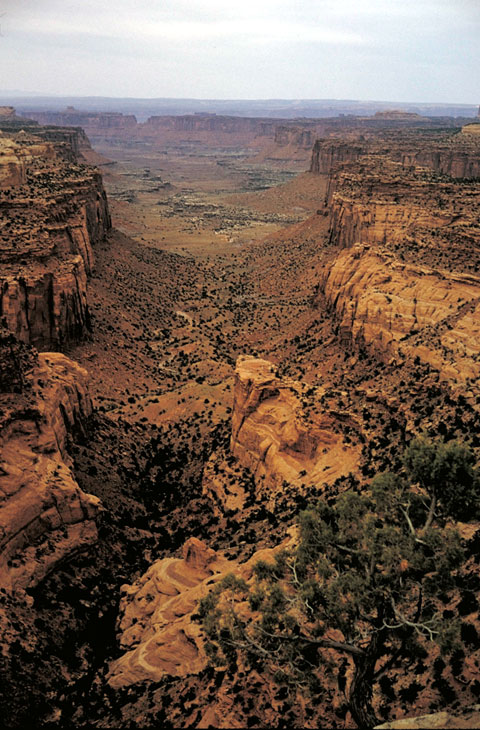
Una gorja a les Canyonlands
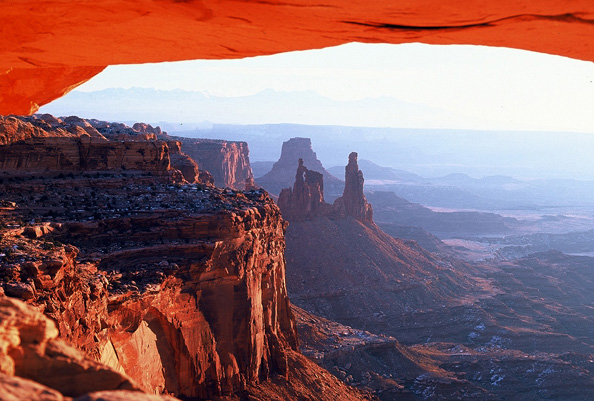
L'arc “Mesa” a les Canyonlands
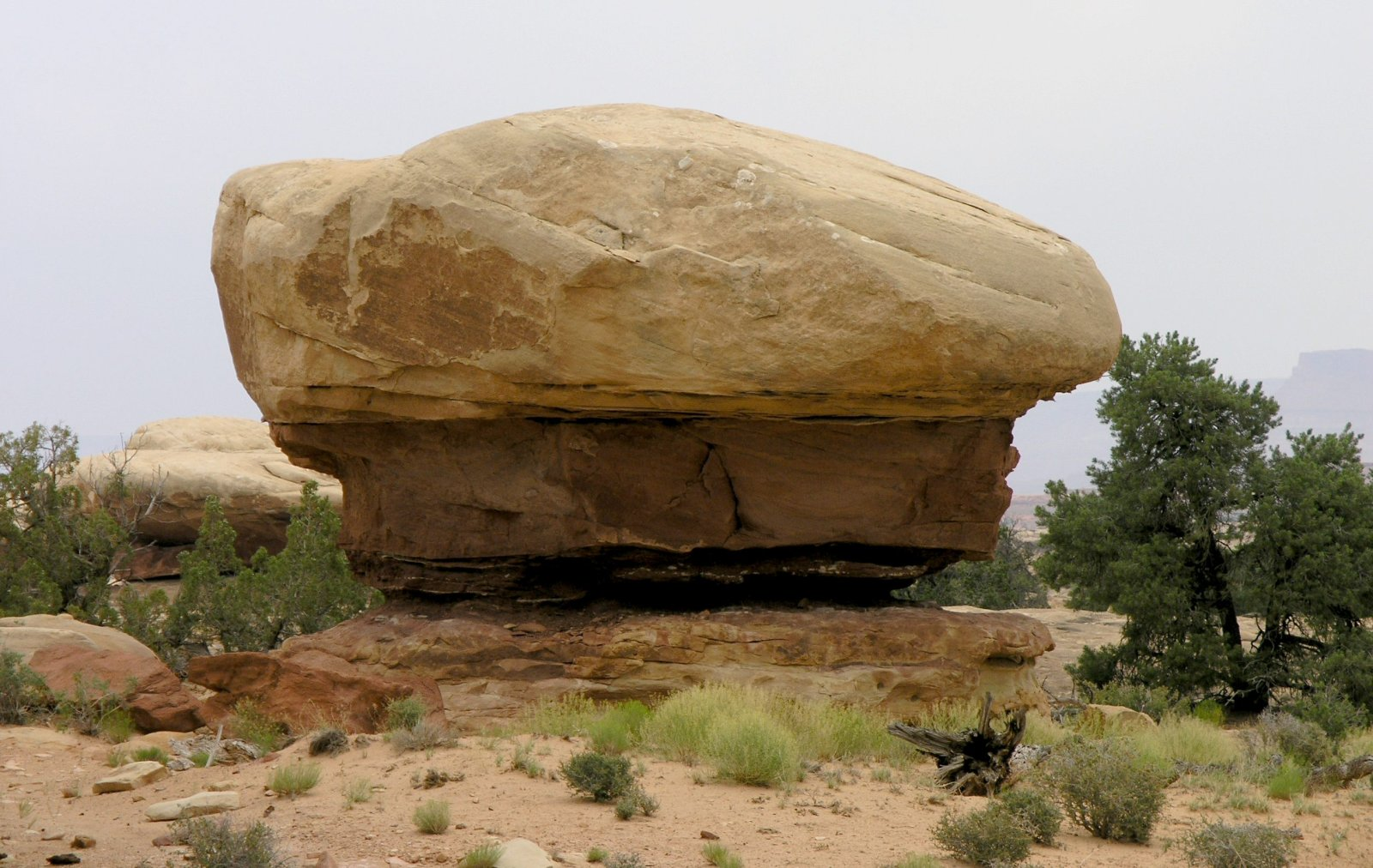
Una roca arenosa erosionada al Districte Needles
Vista general de les Canyonlands